# Карга (Нижегородская область)
Карга — село в Краснооктябрьском районе Нижегородской области. Входит в состав Ендовищенского сельсовета. Одно из 34 татарских сёл юго-восточной части Нижегородской области.

## Расположение
Карга располагается в западной части Краснооктябрьской района. Близ небольшой речки Пица. Расстояние до Сергача — 32 км, до Уразовки — 24 км, до Гагино — 55 км. К западу от Карги расположено село Пица, к северу Шубино и русские сёла Чууфарово и Яново, к востоку Трёхозерки, Семёновка, Пошатово, Красный яр, К югу Ключищи и Ендовищи, к юго-западу Кечасово, Чернуха и Екатериновка.
Также велосипедные маршруты до соседних сёл в ближайшей округи: на западе село Пица в 9.9 км, на севере Шубино в 8.4 км, также к северу расположены два русских села Чуфарово и Яново.

## Население
| 2002 | 2010 |
| ---- | ---- |
| 266  | ↘238 |